# Kazuo Shimizu
Kazuo Shimizu (født 30. april 1975) er en tidligere japansk fodboldspiller.
Han har spillet for flere forskellige klubber i sin karriere, herunder Cerezo Osaka.